# Токаєв Касим-Жомарт Кемельович
Каси́м—Жома́рт Кеме́льович Тока́єв (каз. Qasym-Jomart Kemelūly Toqaev; нар. 17 травня 1953) — казахстанський політик, Президент Казахстану з 20 березня 2019 року.
Прем'єр—міністр Казахстану (від жовтня 1999 до січня 2002 року), голова Сенату (2013—2019).

## Життєпис
Навчався у Московському інституті міжнародних відносин МЗС СРСР, проходив переддипломну практику в посольстві СРСР в КНР. Після випуску вступив на службу до Міністерства закордонних справ СРСР та був призначений на посаду до посольства в Сінгапурі.
У 1979 року повернувся до апарату МЗС, де працював до 1985 року, після чого був відряджений до радянського посольства в Пекіні, де обіймав посади другого секретаря, першого секретаря й радника. 1991 року вступив до Дипломатичної академії МЗС СРСР на курси підвищення кваліфікації керівних дипломатичних кадрів.
1992 року отримав пост заступника міністра закордонних справ Казахстану. 1993 року він став першим заступником міністра закордонних справ, а 1994 року очолив міністерство. У березні 1999 року був призначений на посаду заступника прем'єр-міністра. В жовтні того ж року очолив уряд.
У січні 2002 року подав у відставку й надалі був призначений на посаду державного секретаря — міністра закордонних справ (до 2007). На посту голови зовнішньополітичного відомства відігравав активну роль у процесі непоширення ядерної зброї.
У 2007 році був обраний головою Сенату Казахстану.
У 2008 року став віцепрезидентом Парламентської асамблеї ОБСЄ. У березні 2011 року Токаєв був призначений на посаду заступника Генерального секретаря ООН, Генерального директора відділення ООН у Женеві, а також особистого представника Генерального секретаря ООН на Конференції з роззброєння.
16 жовтня 2013 року обраний головою Сенату Казахстану.

## Наукова діяльність
Касим-Жомарт Токаєв має ступінь доктора політичних наук, є автором багатьох праць з питань міжнародних відносин. Дійсний член Всесвітньої академії гуманітарних і природничих наук, член Ради «мудреців» Мюнхенської конференції з безпеки, Почесний професор Шеньчженьського університету, Почесний професор і Почесний доктор Дипломатичної академії МЗС Росії, а також член її Піклувальної ради, Почесний президент Казахстанської Ради з міжнародних відносин. Окрім того, Токаєв є керівником Секретаріату З'їзду лідерів світових і традиційних релігій, Почесним деканом Женевської школи дипломатії й міжнародних відносин.

## Президентство
19 березня 2019 року після заяви Нурсултана Назарбаєва про те, що складає з себе повноваження президента Казахстану, 20 березня 2019 Касим-Жомарт Токаєв вступив на посаду Президента Казахстану. 9 квітня 2019 року було оголошено про проведення позачергових виборів, призначених на 9 червня 2019 року. На цих виборах перемогу здобув Токаєв, набравши 70,96 % голосів, і вступив на посаду 12 червня 2019 року.
20 березня 2019 року замість нього Головою Сенату обрана Назарбаєва Дарига Нурсултанівна.

### Звинувачення у корупції
У грудні 2021 року команда Олексія Навального, проводячи дослідження російського реєстру нерухомості, виявила факти приховування записів власності нерухомості великого кола осіб та працівників ФСБ, які причетні до отруєння Олексія Навального, шляхом порівняння зі старими базами даних, де відомості про нерухомість були відкриті. Серед прихованої нерухомості «Росреєстру» виявилася елітна нерухомість родини президента Казахстану у центрі Москви — 200 м2 квартира сина — Токаєва Тимура та квартира у 167 м2 — колишньої дружини Токаєвої Надії Давидівни. Серед причин, чому нерухомість була прихована, дослідники команди Навального припустили, що президент може мати якийсь зв'язок із федеральною службою безпеки Російської Федерації.

### Протести та операція ОДКБ в Казахстані
У січні 2022 року на фоні різкого підвищення ціни на зріджений газ у нафтовидобувному місті Жанаозен у Мангистауській області відбулися акції протесту, які за кілька днів охопили весь Казахстан. Не дивлячись на поступки уряду та зниження ціни на газ, протестувальники почали вимагати повної відставки уряду, парламенту, як чинного так і «негласного президента» Назарбаєва гаслами «шал кет» (старий, уходь!). Після загострення ситуації 5 січня Токаєв виступив по телебаченню із твердженням, що влада не впаде, звернувся до держав-членів ОДКБ з метою надання ними допомоги у боротьбі з «бандитами та терористами», тобто протестувальниками. Під час протестів загинули понад 225 осіб та понад 5 тис. було затримано. Місцеві силовики в окремих містах бойкотували накази на затримання казахів, подекуди переходили на сторону протестуючих, а введення ОДКБ піддали гострій міжнародній критиці, як неправомірний інструмент узурпації влади та втручання у внутрішню політику Казахстану державами членами ОДКБ, супроти його уставу. Для зниження напруги протестів, було звільнено уряд, згодом висловлена подяка Путіну за допомогу у придушенні протестів, а у 2022, врешті повністю амністував решту затриманих перед зверненням до казахів про чергове переобрання на подовжену каденцію у 7 років.

### Конституційний референдум
5 червня 2022 року у Казахстані відбувся конституційний референдум. Згідно з ухваленими поправками, Казахстан переходить від «суперпрезидентської» форми правління до президентської із сильним парламентом, при цьому родичам президента забороняється обіймати високі політичні або державні посади. Нові конституційні норми закріплюють принципи свободи підприємництва, свободи конкуренції та обмежують можливості монополій.
Європейський Союз взяв до уваги результати проведеного 5 червня референдуму щодо внесення змін у Конституцію Казахстану і визнав, що народ підтримав демократичні зміни в країні.

### Реформа виборчої системи
Однією з головних змін під час президентства Токаєва є реформа виборчої системи. Так, Касим Токаєв запропонував перейти до «більш гармонійної» — змішаної виборчої системи. Запровадження пропорційної мажоритарно-пропорційної системи вибору депутатів Мажилісу та обласних масліхатів дозволить виразніше відображати інтереси виборців, як на національному, так і на регіональному рівні.
Депутатський корпус Мажиліса буле формуватись за наступною схемою — 70 % на пропорційній основі і 30 % — на мажоритарній.

### Політика щодо України
1 березня, на шосту добу повномасштабної війни Росії проти України, президент Касим Жомарт Токаєв запропонував своє посередництво в перемовинах щодо перемир'я. Він також провів переговори з Путіним та закликав знайти компроміс з Україною. За даними американських журналістів, Росія просила Казахстан долучитися до російських окупаційних військ в Україні, проте Казахстан відмовив. Перед цим уряд Казахстану заявив, що не визнає так звані «республіки» на Донбасі та виключив можливість перекидання своїх миротворчих сил туди на прохання Росії.
2 квітня Токаєв провів телефонну розмову з Путіним, у якій обговорив хід перемовин між Україною та Росією про війну. 15 червня в прямому ефірі пропагандистського телеканалу «Росія 24» Токаєв заявив, що Казахстан не буде сприяти Росії в обході санкцій, а також обурився тим, що деякі російські політики ведуть агресивну риторику стосовно Казахстану.
17 червня президент Казахстану Токаєв, бувши фактично єдиним із високопоставлених іноземних гостей петербурзького економічного форуму, не враховуючи Лукашенка, представників талібану та представників фейкових утворень, заявив віч-на-віч російському президенту В. Путіну, що не буде визнавати квазідержавні утворення на Донбасі, Південну Осетію, Абхазію.

### Дострокові вибори 2022 року
3 вересня Касим Токаєв оголосив проведення дострокових виборів в країні. Крім того, він амністував учасників січневих протестів, на фоні яких він консолідував владу у своїх руках. Вибори були спробою Токаєва стати нарешті самостійним політиком, позаяк 2019 року казахи не вважали його таким. У вересні 2022 року призначив вибори на 20 листопада цього ж року. У посланні до народу представив пропозицію обмежити каденцію у 7 років без права бути переобраним на повторний строк. За словами Токаєва, 7 років — достатній період для реалізації серйозної програми. Під час свого звернення президент також пообіцяв, що освіта у школах буде як російською, так і казахською мовами.
На позачергових виборах, що відбулись 20 листопада 2022 року, Токаєв переміг, здобувши 81,3 % голосів і знову вступив на посаду президента на семирічний термін.

## Цікаві факти
Токаєв є багаторічним президентом Федерації настільного тенісу Казахстану.